# Oh Yeah (Yello)
Oh Yeah è un singolo degli Yello del 1985 estratto dal loro album Stella.

## Storia
Riferendosi a Oh Yeah, Boris Blank degli Yello dichiarò:
Alcuni attribuiscono buona parte della notorietà di Oh Yeah al film Una pazza giornata di vacanza (1986), ove appare tra i brani della colonna sonora. La canzone fu anche usata in altre commedie della seconda metà degli anni ottanta e divenne un cliché hollywoodiano del periodo.

## Accoglienza
La canzone ebbe un enorme successo: risulta infatti essere il più grande successo degli Yello nonché il brano che contribuì più di tutti ad arricchire Dieter Meier: si stima infatti che, dati al 2017, il duo svizzero avesse accumulato circa 175 milioni di dollari grazie ad Oh Yeah. Negli USA, il brano raggiunse il cinquantunesimo posto della Hot 100 e il trentaseiesimo nella classifica dance del 1987. Nel novembre dello stesso anno raggiunse la posizione numero 47 delle classifiche tedesche mentre, durante il mese di ottobre dell'anno seguente, si piazzò al nono posto di quelle australiane.
Il critico cinematografico Jonathan Bernstein osservò che, nonostante non avesse mai raggiunto lo status di hit, la canzone "è diventata sinonimo di avidità e lussuria. Ogni volta che in un film, telefilm o pubblicità si vuole sottolineare l'impatto sbalorditivo di una bella donnina o di un'auto elegante, quei ritmi sintetizzati iniziano a suonare e rimbomba quella vociona che ripete "Oh yeah..." John Leitzig del Wall Street Journal la definì invece "orecchiabile" e "irritante".

## Formazione
- Boris Blank
- Dieter Meier

## Tracce
1. Oh Yeah – 3:04
2. Vicious Games – 3:50